# Aerogramă

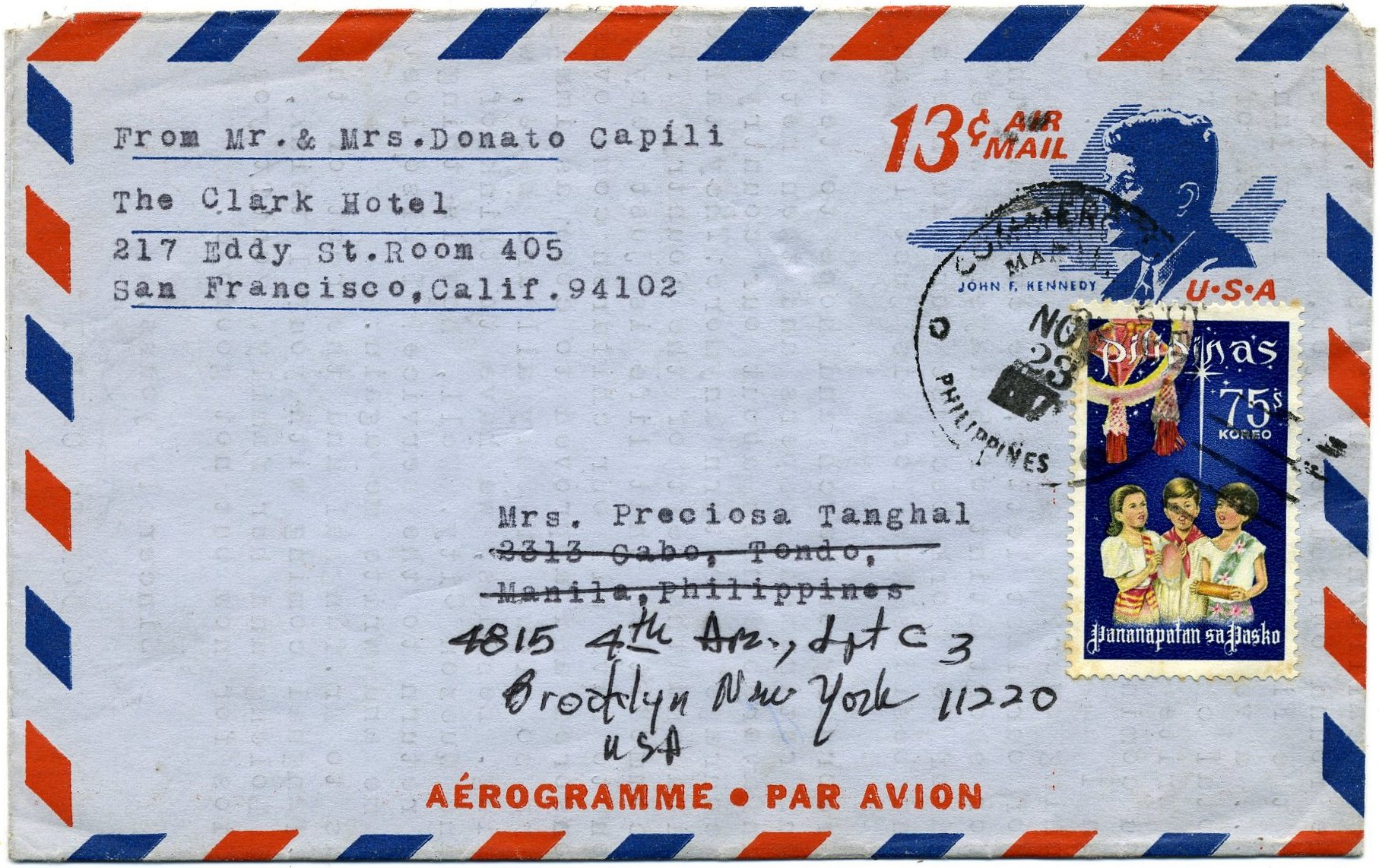
Aerogramă emisă în SUA în 1967

Aerograma este o scrisoare ușoară destinată trimiterii prin poștă aeriană. Este un plic special, intermediar între carte poștală și scrisoare, expediat pe calea aerului. Aerogramele care au intrat în circulație poartă anumite semne distinctive, cum sunt ștampilele, etichetele sau adnotările specifice poștei aeriene. 
Este formată dintr-o singură foaie de hârtie, în general foarte subțire, și o realizare grafică a emisiunii. Aerograma are dimensiuni precise la fel ca și cartea poștală, are spațiu prestabilit pentru corespondență și oferă posibilitatea de a putea fi păstrat secretul corespondenței prin plierea și lipirea corespunzătoare. În aerogramă nu este permisă introducerea vreuni obiect, pentru a fi asigurată o greutate constantă, redusă.
Aerograma are și semnificația de comunicare transmisă prin telegrafie fără fir.